# Дом Деминой-Качони (Таганрог)
Дом Деминой-Качони — объект культурного наследия регионального значения, который располагается по улице Греческой, 47 в городе Таганроге Ростовской области. Строение получило название по фамилиям двух самых известных владельцев — Маргариты Качони (по другим данным фамилия читалась как Качиони) и Александры Деминой.

## История
Дом по улице Греческой, 47 в Таганроге был построен в 1860-х годах в кирпичном стиле. Его первой владелицей была Маргарита Качони — вдова героя Черноморского флота во второй Турецкой войне. Её муж — Александр Ликургович Качони приходился внуком Ламброса Качони.
В 1906 году дом приобрела жена дворянина Александра Васильевна Демина, владевшая им по одним данным до 1915, по другим — 1925 года. В 1926 году в домовладении работала общеобразовательная школа для поляков, проживавших в Таганроге. Занятия в учебном заведении начинались 27 сентября. С 1992 года дом признан памятником архитектуры и охраняется как объект культурного наследия.

## Описание
С Греческой улицы открывается вид сразу на 2 дома, которые расположены по этому адресу. Первый из них — двухэтажный — признан памятником истории и культуры. Его фасад украшает лепной растительный орнамент, сандрики, филёнки и замковые камни. Второй — одноэтажный — является типичным домом середины XIX века. Его украшает фигурный фронтон, сандрики, рустованные лопатки и модильоны.

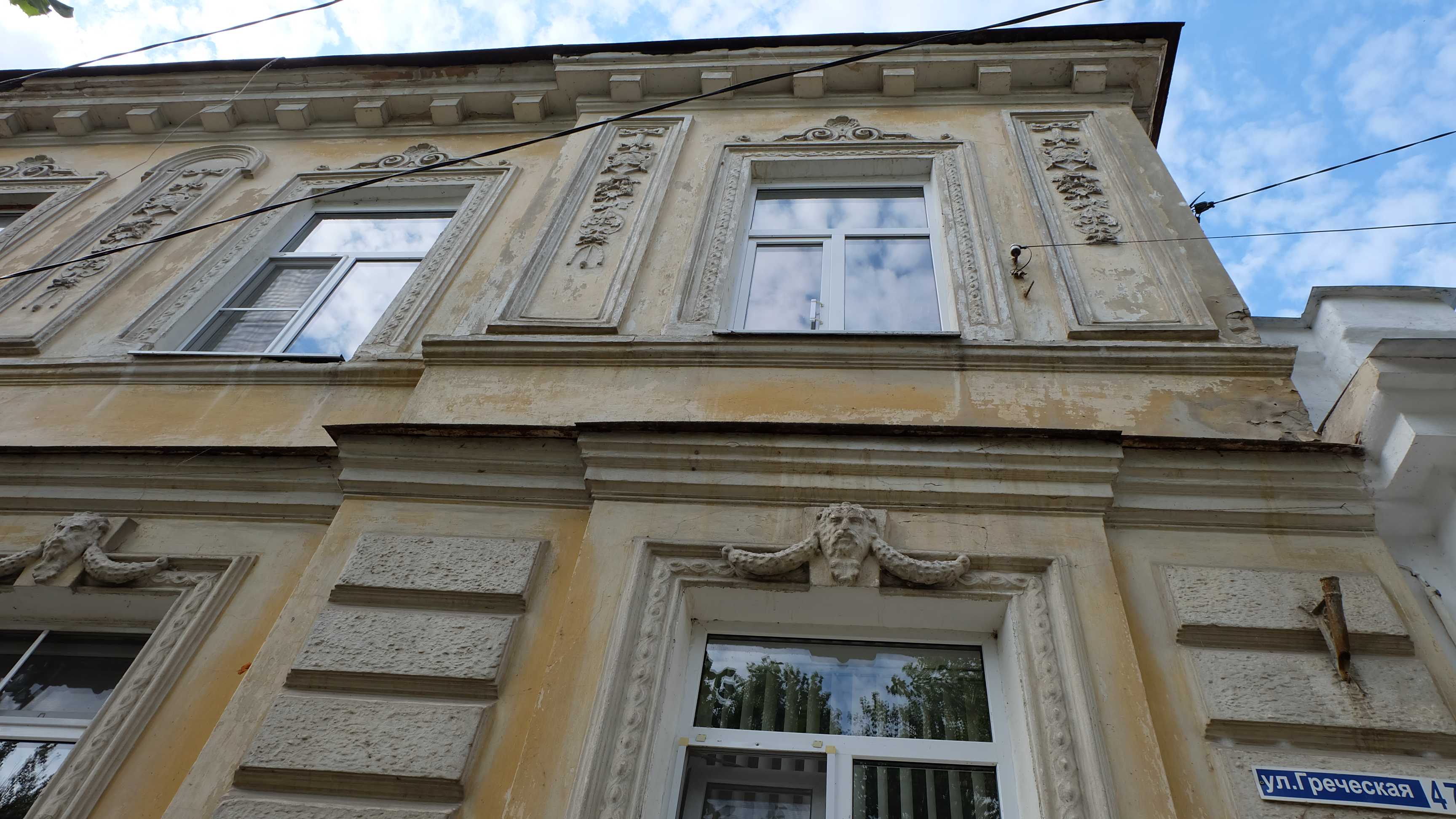
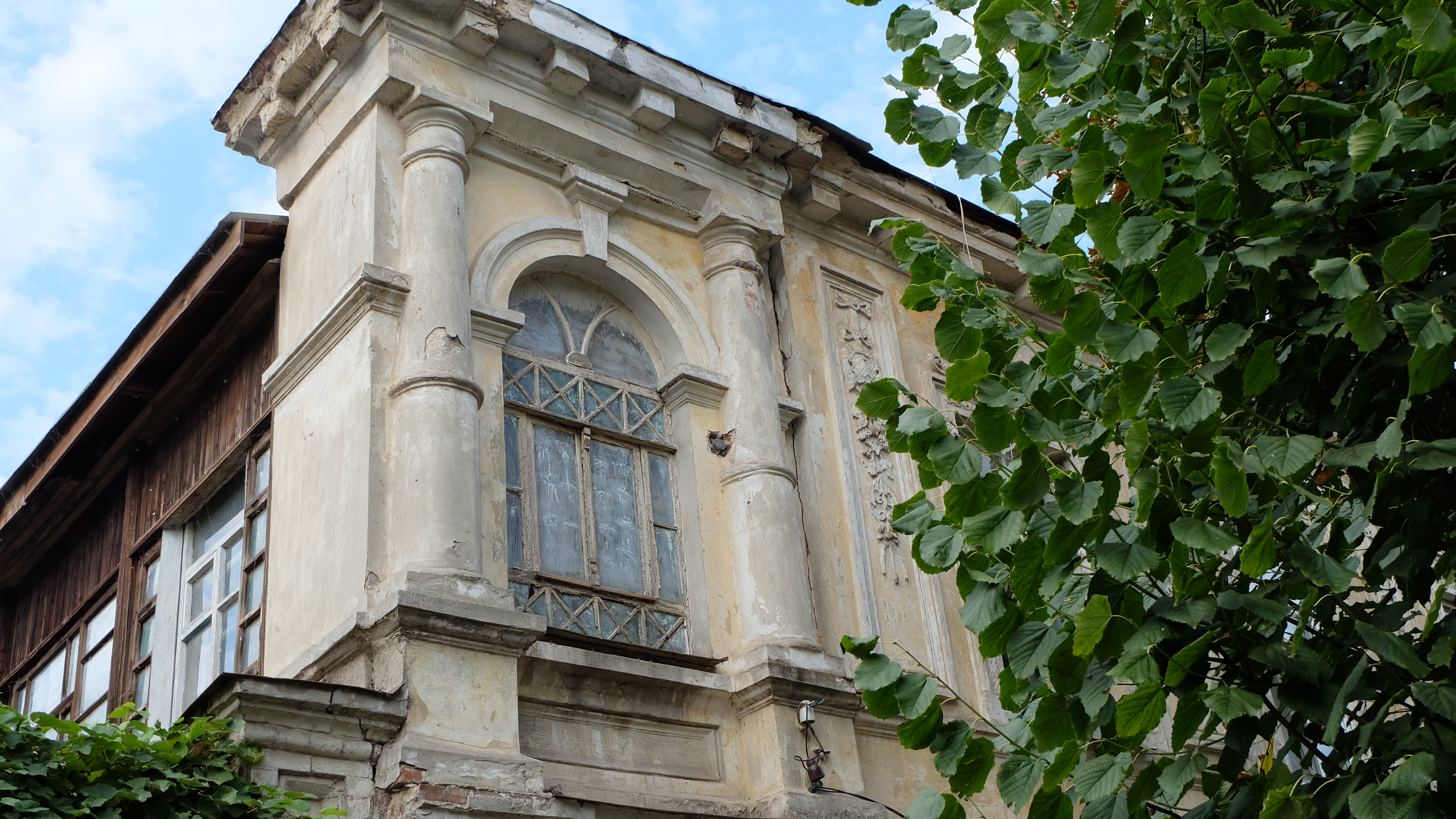